# 페아르어파
페아르어파(Pearic)는 캄보디아 서부와 태국 동부에 분포하는 페아르족(총족, 삼레족 등으로도 불림)의 언어로, 오스트로아시아어족에 속한다. 캄보디아 지역 토착 언어의 말예로 추정되며, "페아르"라는 말은 크메르 역사에 있어서 노예 계급을 가리키는 경멸적 어휘이다. 오늘날 동화로 인해 사멸 위기에 처해 있다. Sidwell (2009)는 크게 페아르어와 총어로 구분하며 여기서 총어는 하위에 다양한 방언을 포함하는 언어군이다.